# BMW Nazca C2
El BMW Nazca C2, Italdesign Nazca C2 o Italdesign Nazca M12 fue un prototipo de automóvil deportivo de 1991. Este coche fue diseñado por la famosa empresa de ingeniería de automoción Italdesign, la casa de diseño de Giorgetto Giugiaro, y cuenta con un diseño frontal similar al de un BMW. El coche estaba equipado con un motor V12 de BMW con 8000cc (8 litros) que producía 560CV (280 kW) de potencia máxima, y podía desarrollar más de 341 km/h de velocidad máxima. 

## Nazca C2 Spider
En 1993 Italdesign realizó una nueva versión, ligeramente rediseñada del Nazca C2, llamada Nazca C2 Spider. Esta versión también tenía un motor V12 con 380 CV de potencia al igual que el Nazca C2. Este coche apareció en el videojuego Need for Speed II SE y en la versión de PlayStation del Need For Speed III: Hot Pursuit, aunque para PC, es un coche descargable.